# Britanska kratkodlaka mačka
Britanska kratkodlaka mačka je stara britanska pasmina domaće mačke.

## Porijeklo
Ova se pasmina razvila tijekom 19. stoljeća  od britanskih domaćih i farmskih mačaka, ujedno je najranija priznata pasmina u Velikoj Britaniji.
Nakon Drugog svjetskog rata je zadobila novu popularnost u Americi.

## Karakteristike
Britanska kratkodlaka mačka je izuzetno prijatne naravi, inteligentna je, mirna i tolerantna. 
Vrlo je poželjna kao kućni ljubimac, također je izvrstan lovac.
Od drugih kratkodlakih pasmina razlikuje se velikim postotkom jedinki s krvnom grupom B.

## Tjelesne osobine
- Tijelo: krupno i snažno, nošeno nisko na nogama
- Glava: okruglo lice, puni obrazi
- Oči: velike, okrugle, bakrene boje ili zlatne
- Uši: srednje veličine, oblog vrha
- Rep: kratak, širok, tupog vrha
- Dlaka: gusta, pomalo nakostriješena
- Boja dlake: dozvoljene su mnoge boje i kombinacije boja.

## Vanjske poveznice
- CFA, portret britanske kratkodlake
- Britanski klub uzgajivača
- Britanske kratkodlake mačke
- Britanska kratkodlaka